# Tasybaj Abdikarimow
Tasybaj Abdikarimow (oryg. Тасыбай Абдикаримов; ur. 1938, zm. 17 grudnia 2020 w rejonie Maktaarał) – kazachski rolnik i inżynier, za pomoc Polakom odznaczony Medalem Virtus et Fraternitas.
Tasybaj Abdikarimow z zawodu był rolnikiem. Pomagał rodzinie Jabłońskich, która po 1952 została zesłana do kazachskiego sowchozu Pachta-Arał we wsi Iljicz. Mimo trudnych warunków higienicznych, chronicznego niedożywienia i ciężkiej pracy, opiekował się chorym Walentym (najstarszy syn, ur. 1932) oraz dzielił się jedzeniem z resztą rodziny. Walentemu pomagał także ukrywać jego aparat fotograficzny. Walenty, z racji rozpoczętych jeszcze przed wywózką studiów lekarskich, świadczył pomoc medyczną, czym zdobył znaczne uznanie w okolicy, gdzie brakowało lekarzy. Jabłońscy doczekali amnestii i w 1956 część rodziny wróciła do Polski. Utrzymywali później kontakt z Abdikarimowem.
Abdikarimow ukończył następnie Taszkencki Instytut Melioracji i Uprawy Bawełny. Pracował na południu Kazachstanu jako ekspert w zakresie upraw rolnych.
Za uratowanie Walentego Jabłońskiego oraz za wieloletnie sprawowanie pieczy nad miejscami pochówku Polaków zmarłych w Kazachstanie, Abdikarimow znalazł się w pierwszej grupie odznaczonych Medalem Virtus et Fraternitas. Wyróżnienie odebrał w Teatrze Polskim w Warszawie z rąk prezydenta Andrzeja Dudy. W uroczystości wzięli m.in. udział wicemarszałek Sejmu Małgorzata Gosiewska oraz minister kultury Piotr Gliński; obecny był także sam Walenty Jabłoński. Ambasador Kazachstanu w Polsce wyraził wdzięczność za ten gest.